# Einreise-/Ausreisesystem

Schengenmitglieder (EU)
Schengenmitglieder (EFTA)
EU-Mitgliedstaaten, die nur einige Schengen-Gesetze anwenden (mit Opt-out, IRL)
Schengen-Regeln noch nicht implementiert (CY)
Zwergstaaten außerhalb des Schengen-Raums mit einem offenen Grenzregime

Das Einreise-/Ausreisesystem (EES, für englisch Entry/Exit System) ist ein von der Europäischen Union geplantes IT-Großsystem zur automatischen Überwachung der Reisebewegungen von Drittstaatsangehörigen an den Außengrenzen des Schengen-Raums. Das Projekt ist Bestandteil der Smart Borders-Agenda der EU-Kommission und soll eine flankierende Maßnahme zum freien Personenverkehr im Raum der Freiheit, der Sicherheit und des Rechts sein.

## Rechtliche Grundlage – Inbetriebnahme
Grundlage ist die EU-Verordnung 2017/2226. Ein von der EU-Kommission erstellter Entwurf hat das Gesetzgebungsverfahren durchlaufen. Das Europäische Parlament stimmte dem Entwurf der Kommission mit Änderungen am 25. Oktober 2017 in Erster Lesung zu. Am 20. November 2017 hat der Rat der Europäischen Union den Entwurf und die Änderungen angenommen. Die Verordnung wurde am 9. Dezember 2017 im Amtsblatt der Europäischen Union veröffentlicht. Gemäß Artikel 73 1. Unterabsatz der Verordnung ist diese am 30. Dezember 2017 in Kraft getreten.
Das Europarecht unterscheidet hier aber – wie so häufig – zwischen „Inkrafttreten“ – der äußeren Wirksamkeit einer Norm – und der „Geltung“ – der inneren Wirksamkeit einer Norm. Mit innerer Wirksamkeit (Geltung) ist gemeint, wann die Bestimmungen auch tatsächlich angewendet werden. Dies bestimmt gemäß Artikel 73 2. Unterabsatz und Artikel 66 die Kommission. Bis heute (Stand: 3. Januar 2025) hat die Kommission das System nicht in Betrieb genommen.
Das System soll von der EU-Agentur eu-LISA betrieben werden. Nach Angaben von eu-LISA war geplant, dass der Betrieb im Jahr 2020 gestartet wird. Am 10. Dezember 2021 teilte eu-LISA mit, dass das System Ende September 2022 seinen Betrieb aufnehmen sollte. Der Geschäftsführungs-Ausschuss von eu-LISA stellte am 14./15. März 2023 fest, dass eine Inbetriebnahme noch im Jahr 2023 nicht mehr erreicht werden konnte. Als neuer Termin der Inbetriebnahme war Frühsommer 2024 im Gespräch, später der 10. November 2024. Drei Mitgliedsländer (Deutschland, Frankreich und die Niederlande) erklärten jedoch, sie seien zu einer Inbetriebnahme noch nicht bereit. Am 30. Juli 2025 setzte die Kommission den 12. Oktober 2025 als Starttermin für die Inbetriebnahme des Einreise-/Ausreisesystems fest. Ab dem 12. Oktober 2025 werde das EES über einen Zeitraum von sechs Monaten schrittweise an den Außengrenzen von 29 europäischen Ländern eingeführt. Diese schrittweise Einführung werde den Grenzbehörden, den Reisenden und der Verkehrsindustrie mehr Zeit geben, sich an neue Verfahren anzupassen.
Deutschland hat zum EES ein Ausführungsgesetz erlassen, dessen Inkrafttreten gemäß seinem Art. 7 vom Bundesministerium des Innern und für Heimat im Bundesgesetzblatt bekannt gegeben wird. Bis heute (Stand: 30. Juli 2025) ist dies nicht geschehen.

## Funktionsumfang
Mittels des Systems sollen an der EU-Außengrenze Daten über das Überschreiten der Grenze durch Drittstaatsangehörige gesammelt werden und das Abstempeln der Reisepässe ablösen. Erhobene Daten sollen die Stammdaten wie z. B. Name und Geburtsdatum sein. Daneben sollen biometrische Daten wie Fingerabdrücke und Lichtbilder erfasst und mit bestehenden Daten abgeglichen werden. Außerdem werden Daten zum verwendeten Reisedokument (Art, Nummer, Code des ausstellenden Staates sowie Datum des Ablaufs der Gültigkeitsdauer) erfasst.

### Erfassungsablauf
Bei der erstmaligen Einreise in den Schengen-Raum wird über jede Person ein Dossier angelegt. In diesem werden die Stammdaten und die biometrischen Daten gespeichert. Diesem Datensatz werden bei jedem Überschreiten der Außengrenze Angaben zu der Reisebewegung hinzugefügt. Dieses sind Angaben zum Tag und zur Uhrzeit sowie Angaben zur Kontrollstelle.

### Verwendung der Daten
Die Daten werden zur automatischen Berechnung des Aufenthaltszeitraums einer Person im Schengen-Raum genutzt. Sollte jemand den erlaubten Aufenthaltszeitraum aufgrund einer Visa-Erteilung oder einer visumsfreien Einreise (90 Tage in 180 Tagen) überschreiten, werden die Mitgliedstaaten automatisch hierüber informiert.

### Onlinedienst
Reisende können über einen Onlinedienst erfahren, ob sie sich zum Zeitpunkt der Abfrage im Schengen-Raum aufhalten dürfen. Im positiven Falle erhalten sie Angaben über den verbleibenden zulässigen Aufenthalt.
Beförderungsunternehmen können abfragen, ob ein Reisender mit Visum die Anzahl der gestatteten Einreisen ausgeschöpft hat.

### App
Reisende mit Kurzzeitvisa oder aus Ländern, mit denen die EU Abkommen zur Visafreiheit geschlossen hat, erhalten Zugang zu einer App. Nach vollständiger Beantwortung eines Fragenkatalogs (zu Dauer und Grund des Aufenthalts, Aufnahme einer Erwerbstätigkeit, Zielorte, Bargeld, Kredit- bzw. Debitkarte, Reisekrankenversicherung, Sprache) erhalten diese Reisenden einen QR-Code, der die eingegebenen Antworten kodiert. Zudem enthält er einen Zeitstempel und die Versionsnummer der App; nicht aber den Namen oder die Reisepass-Nummer des Reisenden.

## Zugriffsberechtigungen
Auf das System sollen grundsätzlich nur öffentliche Stellen der Mitgliedstaaten zugreifen können. Dieses sind:
- Grenzbehörden, in Deutschland somit die Bundespolizei
- Einwanderungsbehörden, in Deutschland etwa die Ausländerbehörden
- Visumbehörden, in Deutschland die Botschaften und die Ausländerbehörden
- Behörden der Strafverfolgung und Gefahrenabwehr (zur Verhütung und Verfolgung von schweren Straftaten), u. a. Europol

Als Ausnahme von diesen Regelungen sollen folgende internationale Organisationen Zugriff erhalten:
- UN-Organisationen wie der UNHCR
- das Internationale Komitee vom Roten Kreuz
- die Internationale Organisation für Migration

## Datenschutz
Die erhobenen Daten sollen fünf Jahre nach Protokollierung der letzten Ausreise gelöscht werden.

## Sonstiges
Zwischen dem EES und dem VIS soll Interoperabilität hergestellt werden.